# Cricotopus micans
Cricotopus micans är en tvåvingeart som först beskrevs av Jean-Jacques Kieffer 1918.  Cricotopus micans ingår i släktet Cricotopus och familjen fjädermyggor.
Artens utbredningsområde är Turkiet. Inga underarter finns listade i Catalogue of Life.